# Bright! our Future
「Bright! our Future」（ブライト アワ フューチャー）は、日本の男性アイドルグループDA PUMPの23枚目のシングルである。2005年10月26日発売。発売元はavex tune。

## 概要
- 通常盤と初回限定盤の2種リリース。初回限定盤には「Bright! our Future」のPVとメイキングを収録したDVD付き。
- PV監督は小林啓一。
- 2005年10月28日、『音楽戦士 MUSIC FIGHTER』に出演。
- 2005年11月18日、『ポップジャム』に出演。
- SHINOBUは活動自粛中のため、参加していない。

## 収録曲

### CD
1. Bright! our Future(5:28)
作詞：ISSA、作曲：ISSA・YUKINARI、編曲：YUKINARI・棚橋UNA信仁
2. Just now Funk da Music(4:26)
作詞：ISSA・KEN、作曲：ISSA・YUKINARI、編曲：YUKINARI・棚橋UNA信仁
3. Serious(4:35)
作詞：KEN、作曲：KEN・YUKINARI、編曲：YUKINARI
4. Bright! our Future-Back Track-(5:28)
5. Just now Funk da Music-Back Track-(4:25)
6. Serious-Back Track-(4:34)

### DVD
1. Bright! our Future
2. CLIP MAKING

## 各曲の収録アルバム

### Bright! our future
- オリジナル『LEQUIOS』（2005年12月28日）
- ベスト『Da Best of Da Pump 2 plus 4』（2006年3月8日）

### Serious
- オリジナル『LEQUIOS』（2005年12月28日）
  - ※Sagittarious a.k.a. Seriousとして収録

## タイアップ
- Bright! our Future：東映ビデオ配給映画「仮面ライダー THE FIRST」エンディングテーマ